# Pseudopaludicola falcipes
Pseudopaludicola falcipes es una especie de anfibio de pequeño tamaño de la familia Leiuperidae; anteriormente se lo ubicaba entre los Leptodactylidae.

## Distribución
Habita en Sudamérica, siempre a menos de 1000 m s. n. m., en la Argentina en las provincias de Buenos Aires, Corrientes, Entre Ríos, Misiones y Santa Fe; en el Uruguay; en el sur del Paraguay; y en el sur y sudeste del Brasil en los estados de Minas Gerais, Paraná, Río Grande do Sul, Santa Catarina, y São Paulo.

## Estado de conservación
No se encuentra amenazada de extinción, siendo catalogada como de «Preocupación menor» en la lista roja de la UICN.

## Galería de Imágenes

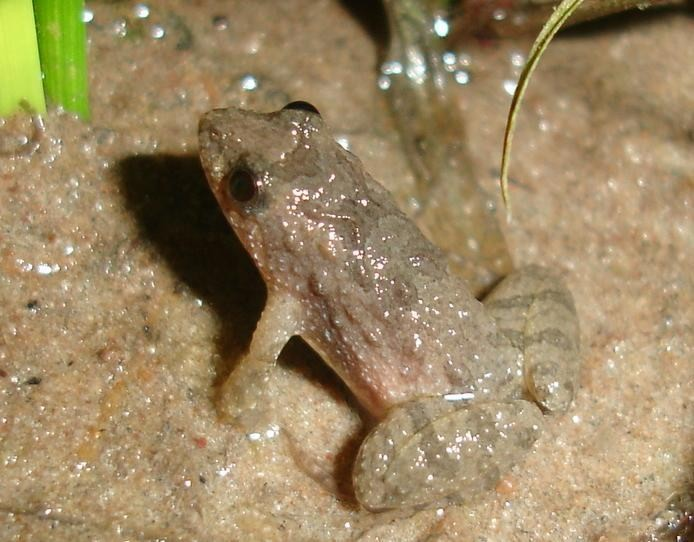
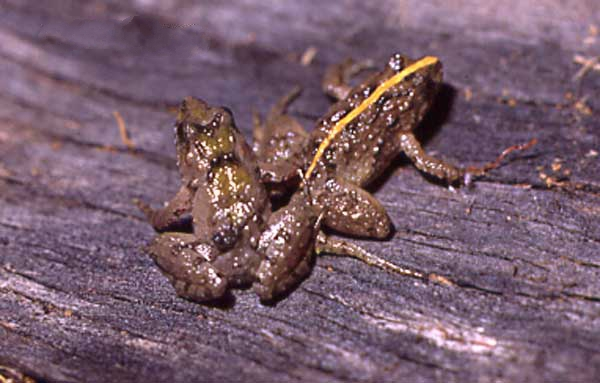
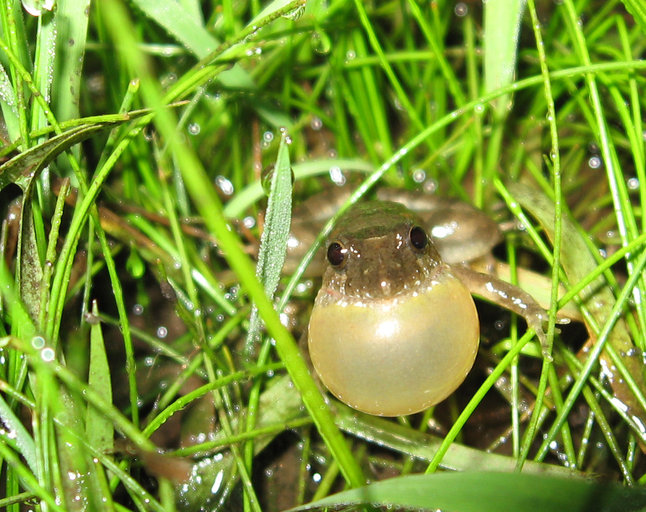
Macho en canto de cortejo

## Publicación original
- Hensel, 1867 : Beiträge zur Kenntniss der Wirbelthiere Südbrasiliens. Archiv Für Naturgeschichte, vol. 33, n. 1.[2]